# Brian Donlevy

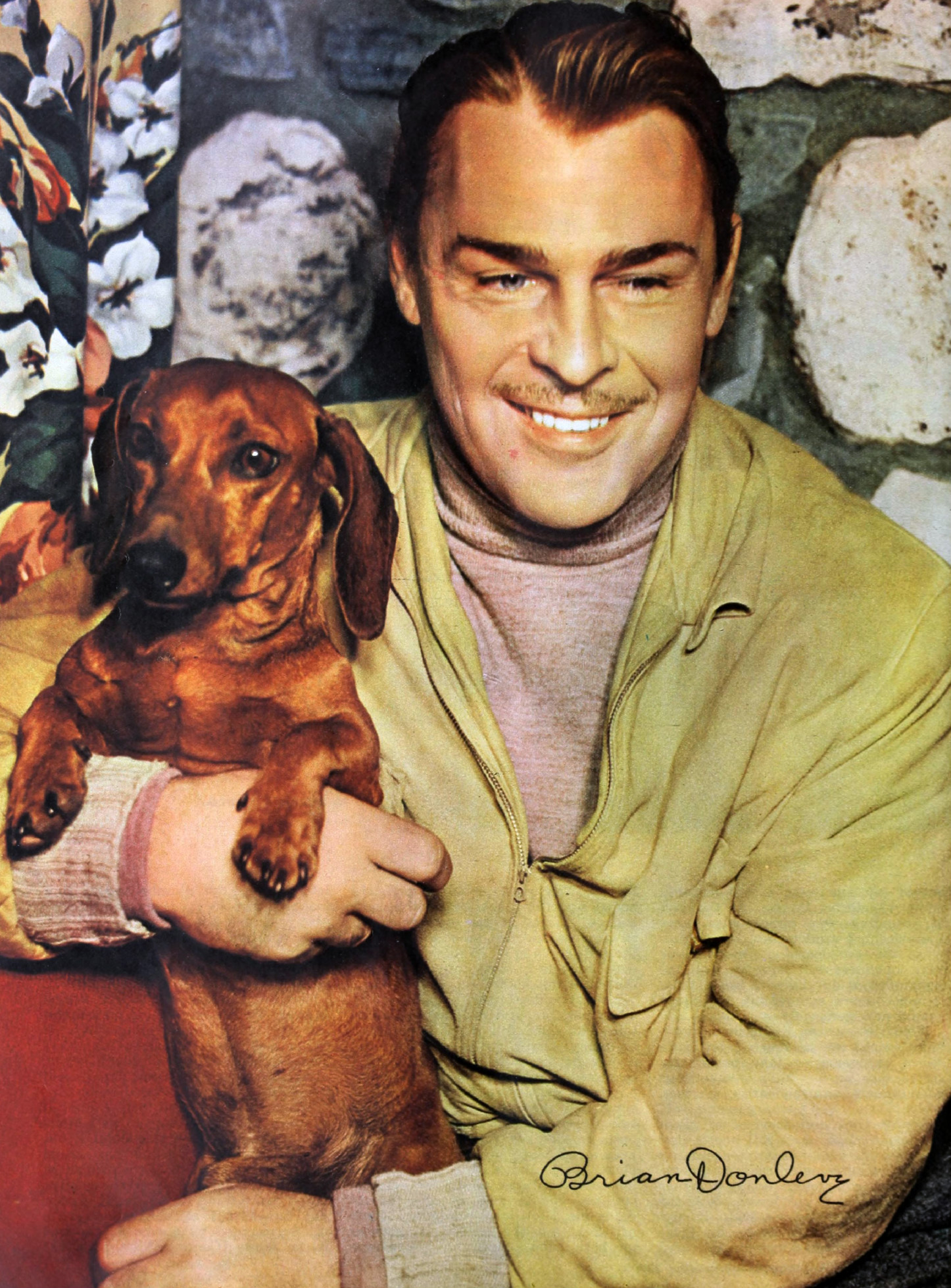
Brian Donlevy, 1943

Waldo Bruce „Brian“ Donlevy (* 9. Februar 1901 in Cleveland, Ohio; † 6. April 1972 in Woodland Hills, Los Angeles, Kalifornien) war ein US-amerikanischer Schauspieler. Er drehte zwischen 1924 und 1969 über 100 Filme, meist in Nebenrollen, häufig als tough guy in Krimis und Western.

## Leben
Donlevys Markenzeichen waren seine sogenannten „bösen Augen“, die ihn für zahlreiche Schurkenrollen, insbesondere aber für den Film noir, den „Schwarzen Film“ prädestinierten. So bescheinigte die Londoner Times in einem Nachruf auf Donlevy die untrennbare Verbundenheit seines Namens mit dem amerikanischen Film noir.

### Anfänge
Donlevy wollte ursprünglich Pilot werden und trat 1916, nachdem er ein falsches Alter angegeben hatte, in die United States Army ein. Nach seiner Ausbildung diente er als Pilot im Ersten Weltkrieg. Nach dem Krieg blieb er noch kurze Zeit in der Armee, bevor er dann nach New York City ging, um sich als Schauspieler zu versuchen. In den 1920er Jahren spielte er in vielen Theater-Produktionen und auch in einigen Stummfilmen.

### Film
Zu Beginn seiner Hollywood-Karriere wollte ein Studioboss Donlevys Biografie interessanter machen und verlegte unter anderem seinen Geburtsort von Cleveland nach Portadown in Irland. Diese Erfindung wird häufig für bare Münze genommen.
Donlevys Durchbruch zum großen Film kam 1935, als er für den Howard-Hawks-Film Barbary Coast engagiert wurde. Zahlreiche große und kleinere Rollen folgten, seine bekanntesten sind der „Sergeant Markoff“ in Drei Fremdenlegionäre (1939, Originaltitel Beau Geste, Nominierung für den Oscar als bester Nebendarsteller), „Daniel McGinty“ in Der große McGinty (1940) und The Miracle of Morgan's Creek (1944), sowie „Professor Bernard Quatermass“ in Schock (1955, Originaltitel The Quatermass Xperiment) und Feinde aus dem Nichts (1957, Originaltitel Quatermass 2).
Der britische Science-Fiction- / Horrorfilm The Quatermass Xperiment basierte auf der gleichnamigen BBC-Fernsehserie von 1953, doch die Produktionsfirma erhoffte sich mit einem US-amerikanischen Titelhelden einen Verkaufserfolg in den USA. Der Quatermass-Erfinder Nigel Kneale lehnte Donlevys Darstellung ab und bezeichnete ihn als „abgehalfterten Ex-Hollywood-Star“. Der Film war jedoch so erfolgreich, dass 1957 der Nachfolger Quatermass 2/Feinde aus dem Nichts gedreht wurde, wieder mit Donlevy in der Hauptrolle. Im dritten Teil Das grüne Blut der Dämonen wurde Donlevy jedoch von dem schottischen Schauspieler Andrew Keir ersetzt. Donlevys letzte Filmrolle war in Pit Stop von 1969. Er wurde mit einem Stern im Hollywood Walk of Fame geehrt.

### Radio und Fernsehen
Während seiner Karriere machte Donlevy auch einige Radioshows, so eine Adaption des „Great McGinty“-Films. Mit dem Aufkommen des Fernsehens spielte er auch dort etliche Rollen, außerdem hatte er zahlreiche Gastauftritte in so beliebten Fernsehserien wie Perry Mason, Wagon Train und einmal, neben Clint Eastwood, in Tausend Meilen Staub. In den 1950ern hatte er sogar seine eigene Serie, Dangerous Assignment.

### Privatleben
Donlevy war dreimal verheiratet, seine zweite Ehefrau war die Schauspielerin Marjorie Lane (1936–38), die dritte war Lillian Lugosi, die Witwe von Bela Lugosi.
Er starb am 6. April 1972 im Alter von 71 Jahren in Woodland Hills, Los Angeles, an Kehlkopfkrebs. Seine Asche wurde über der Santa Monica Bay verstreut.

## Filmografie (Auswahl)
- 1923: Jamestown
- 1935: San Francisco im Goldfieber (Barbary Coast)
- 1936: Gefährliche Fracht (Human Cargo)
- 1936: Luna-Park (Strike Me Pink)
- 1939: Jesse James, Mann ohne Gesetz (Jesse James)
- 1939: Drei Fremdenlegionäre (Beau Geste)
- 1939: Black River (Allegheny Uprising)
- 1939: Der große Bluff (Destry Rides Again)
- 1939: Union Pacific
- 1940: Der große McGinty (The Great McGinty)
- 1940: Treck nach Utah (Brigham Young - Frontiersman)
- 1941: Der letzte Bandit (Billy the Kid)
- 1941: I Wanted Wings
- 1941: Birth of the Blues
- 1942: Wake Island
- 1942: Der gläserne Schlüssel (The Glass Key)
- 1942: Stand by for Action
- 1943: Auch Henker sterben (Hangmen Also Die!)
- 1944: An American Romance
- 1944: Sensation in Morgan’s Creek (The Miracle of Morgan's Creek)
- 1946: Feuer am Horizont (Canyon Passage)
- 1946: In Ketten um Kap Horn (Two Years Before the Mast)
- 1946: Der Mann aus Virginia (The Virginian)
- 1947: Der Todeskuß (Kiss of Death)
- 1947: Michael schafft Ordnung (Heaven Only Knows)
- 1947: Lied des Orients (Song of Scheherazade)
- 1947: Killer McCoy
- 1948: Der Superspion (A Southern Yankee)
- 1949: The Lucky Stiff
- 1949: Impact
- 1950: Reiter ohne Gnade (Kansas Raiders)
- 1950: Ohne Skrupel (Shakedown)
- 1952: Mördersyndikat San Francisco (Hoodlum Empire)
- 1952: Der Tiger von Utah (Ride the Man Down)
- 1953: Am Tode vorbei (Woman They Almost Lynched)
- 1955: Geheimring 99 (The Big Combo)
- 1955: Schock (The Quatermass Xperiment)
- 1957: Feinde aus dem Nichts (Quatermass 2)
- 1958: Cowboy
- 1961: Der Bürotrottel (The Errand Boy)
- 1962: Es begann in Rom (The Pigeon That Took Rome)
- 1965: Der Fluch der Fliege (Curse of the Fly)
- 1967: Texas-Desperados (Hostile Guns)
- 1967: Die Pagode zum fünften Schrecken (Five Golden Dragons)
- 1967: Die Wegelagerer (Arizona Bushwhackers)
- 1969: Pit Stop